# Gene Saks
Gene Saks est un acteur et réalisateur américain né le 8 novembre 1921 à New York (État de New York) et mort le 28 mars 2015 à East Hampton.

## Biographie
Il est marié à la comédienne Beatrice Arthur (1922-2009).

## Filmographie

### Cinéma

#### Comme acteur
- 1965 : Des clowns par milliers (A Thousand Clowns) : Leo Herman dit “Chuckles the Chipmunk”
- 1975 : Le Prisonnier de la seconde avenue (The Prisoner of Second Avenue) : Harry Edison
- 1978 : The One and Only : Sidney Seltzer
- 1983 : Lovesick : le patient énervé
- 1984 : The Goodbye People : Marcus Soloway
- 1991 : The Good Policeman
- 1994 : Un homme presque parfait (Nobody's Fool) : Wirf Wirfley
- 1994 : L'Amour en équation (I.Q.) : Boris Podolsky
- 1997 : Harry dans tous ses états (Deconstructing Harry) : le père de Harry

#### Comme réalisateur
- 1967 : Pieds nus dans le parc (Barefoot in the Park)
- 1968 : Drôle de couple (The Odd Couple)
- 1969 : Fleur de cactus (Cactus Flower)
- 1972 : Last of the Red Hot Lovers (en)
- 1974 : Mame
- 1986 : Brighton Beach Memoirs
- 1991 : Tchin-Tchin

### Télévision

#### Comme acteur
- 1958 : Where Is Thy Brother? : Mr. Kalish
- 1996 : On Seventh Avenue de Jeff Bleckner (téléfilm) : Sol Jacobs

#### Comme réalisateur
- 1995 : Bye Bye Birdie